# ان‌جی‌سی ۱۴۵
ان‌جی‌سی ۱۴۵ (انگلیسی: NGC 145) نام یک کهکشان در صورت فلکی نهنگ است.